# Lac Richaume
Pour les articles homonymes, voir Richaume.
Le lac Richaume est un plan d’eau douce de la zone de tête de la rivière Mistassibi, situé dans le territoire non organisé de Rivière-Mistassini, dans la municipalité régionale de comté (MRC) de Maria-Chapdelaine, dans la région administrative du Saguenay–Lac-Saint-Jean, dans la province de Québec, au Canada. Ce plan d’eau est situé près de la limite des régions administratives du Saguenay-Lac-Saint-Jean et du Nord-du-Québec.
Le versant du lac Richaume est desservi par la route forestière R0206 laquelle passe du côté Ouest et Nord, entre le lac Richaume et la rivière Mistassibi. Quelques routes forestières secondaires desservent le secteur surtout pour les besoins de la foresterie et des activités récréotouristiques.
La surface du lac Richaume est habituellement gelée de la fin novembre au début avril, toutefois la circulation sécuritaire sur la glace se fait généralement de la mi-décembre à la mi-avril.

## Géographie
Les principaux bassins versants voisins du lac Richaume sont :
- côté nord : lac Carole, lac de la Lune, Lac Dubray, lac Fayel ;
- côté est : lac Baptiste, lac Machisque ;
- côté sud : rivière Mistassibi, lac Pistolet ;
- côté ouest : lac en Dentelle, lac De Vau, lac à l’Eau Froide.

Le lac Richaume comporte une superficie de 4,09 km2, une longueur de 4,7 km, une largeur maximale de 1,4 km et une altitude de 571 m. Une presqu’île rattachée à la rive Nord s’étire sur 0,9 km vers le Sud en formant une baie du côté Est.
L’embouchure du lac Richaume est localisée au fond d’une baie de la rive Nord du lac, soit à :
- 1,5 km à l’Est du cours de la rivière Mistassini ;
- 0,2 km au Sud-Est de la route forestière R0206 ;
- 0,7 km au Sud du lac Carole ;
- 10,5 km à l’Est du lac De Vau ;
- 17,7 km à l’Ouest du lac Machisque ;
- 23,8 km au Nord-Est du lac à l'Eau Froide ;
- 232 km au Nord-Ouest de la confluence de la rivière Mistassibi et de la rivière Mistassini ;
- 248 km au Nord-Ouest de la confluence de la rivière Mistassini et du lac Saint-Jean[1].

À partir de l’embouchure du lac Richaume, le courant descend la décharge sur7,7 km vers le Nord-Ouest notamment en traversant le lac Carole, le cours de la rivière Mistassibi sur km généralement vers le Sud, puis le cours de la rivière Mistassini sur 22,7 km vers le Sud-Ouest. À l’embouchure de cette dernière, le courant traverse le lac Saint-Jean sur 42,7 km vers l’Est, puis emprunte le cours de la rivière Saguenay vers l’Est sur 155 km jusqu'à la hauteur de Tadoussac où il conflue avec le fleuve Saint-Laurent.

## Toponymie
Le terme « Richaume » constitue un patronyme de famille d’origine française.
Le toponyme « lac Richaume » a été officialisé le 27 février 1970 par la Commission de toponymie du Québec.